# Pensionskasse Kanton Solothurn
Die Pensionskasse Kanton Solothurn (PKSO) mit Sitz in Solothurn ist eine selbständige öffentlich-rechtliche schweizerische Vorsorgeeinrichtung. Sie versichert das Staatspersonal des Kantons Solothurn, die Lehrkräfte der solothurnischen Kantons-, Berufs- und Volksschulen, die Solothurner Spitäler AG sowie die Mitarbeitenden der ihr mit Vertrag angeschlossenen Unternehmungen im Rahmen der 2. Säule.
Das Einzugsgebiet für Neuanschlüsse sind die Kantone Aargau, Basel-Landschaft, Bern und Solothurn.

## Geschichte
Die Pensionskasse Kanton Solothurn entstand 1957 aus dem Zusammenschluss der Pensionskasse für das Solothurnische Staatspersonal, der Roth-Stiftung sowie der Pensionskasse der Kantonsschule.
Bis 31. Dezember 2014 lautete der Name «Kantonale Pensionskasse Solothurn». Aufgrund des Volksentscheides anlässlich der Abstimmung vom 28. September 2014 wurde die Hauptvariante des PKG angenommen. Das neue Pensionskassen-Gesetz ist auf anfangs 2015 in Kraft getreten. Damit verbunden erfolgte der Namenswechsel auf «Pensionskasse Kanton Solothurn».
Ende 2023 waren ihr 172 Arbeitgeber mit insgesamt 13.516 aktiv Versicherten sowie 6.689 Leistungsbezügern angeschlossen. Die Vermögensanlagen beliefen sich Ende 2023 auf 6,0 Milliarden Schweizer Franken.
Per 1. Januar 2024 wird die Pensionskasse den Umwandlungssatz im Alter 65 von 5,5 % auf 5,0 % senken. Die neuen Umwandlungssätze sehen folgendermassen aus:
|    | Alte Umwandlungssätze | Neue Umwandlungssätze per 1. Januar 2024 |
| -- | --------------------- | ---------------------------------------- |
| 60 | 4,87 %                | 4,40 %                                   |
| 61 | 4,99 %                | 4,52 %                                   |
| 62 | 5,11 %                | 4,64 %                                   |
| 63 | 5,23 %                | 4,76 %                                   |
| 64 | 5,36 %                | 4,88 %                                   |
| 65 | 5,50 %                | 5,00 %                                   |
| 66 | 5,62 %                | 5,20 %                                   |
| 67 | 5,74 %                | 5,40 %                                   |
| 68 | 5,86 %                | 5,60 %                                   |
| 69 | 5,98 %                | 5,80 %                                   |
| 70 | 6,10 %                | 6,00 %                                   |

## Rechtsgrundlagen
Die gesetzlichen Grundlagen bilden das Bundesgesetz über die berufliche Alters-, Hinterlassenen- und Invalidenvorsorge (BVG), das Bundesgesetz über die Freizügigkeit in der beruflichen Alters-, Hinterlassenen- und Invalidenvorsorge (Freizügigkeitsgesetz, FZG), die dazugehörigen Verordnungen sowie das Staatspersonalgesetz des Kantons Solothurn mit der dazugehörigen Verordnung. Zu den Rechtsgrundlagen zählen zudem das Gesetz über die Pensionskasse Kanton Solothurn (PKG), das Vorsorgereglement der Pensionskasse Kanton Solothurn (VOR) und das Organisations- und Geschäftsreglement (OrG).

## Organisation
Oberstes Organ der Pensionskasse Kanton Solothurn ist die Verwaltungskommission, bestehend aus 14 Mitgliedern und einem Vertreter oder einer Vertreterin der Pensionierten mit Antragsrecht, aber ohne Stimmrecht. Diese setzt sich paritätisch aus je sieben Arbeitgeber- und Arbeitnehmervertretern zusammen. Der Regierungsrat wählt die Vertreter oder die Vertreterinnen der Arbeitgeber, ausgenommen die Vertreter oder Vertreterinnen der Träger der Volksschulen, welche vom Verband Solothurner Einwohnergemeinden bezeichnet werden. Das operative Geschäft wird vom Geschäftsführer geleitet.
Die Geschäftsstelle besteht aus 27 Mitarbeitern. Geführt wird sie von einer vierköpfigen Geschäftsleitung, bestehend aus dem Geschäftsführer (welcher gleichzeitig Bereichsleiter Service ist), der Bereichsleiterin Versicherung, dem Bereichsleiter Anlagen (Stellvertreter des Geschäftsführers) und dem Bereichsleiter Finanzen.

## Innovationen der Pensionskasse
Im September 2021 wurde für die aktiv Versicherten das digitale Vorsorgeportal lanciert. Mittels intuitiver Bedienung können die Versicherten in Sekundenschnelle ihre Rente ausrechnen und graphisch darstellen lassen sowie verschiedene Ereignisse wie Teilpensionierungen, Einkäufe, Kapitalauszahlungen simulieren. Das Vorsorgeportal wird laufend ausgebaut. Per Q1 2023 ist geplant, in Kooperation mit zwei unabhängigen Finanzplanern eine Finanzplanung zu Sonderkonditionen anzubieten.
Auf der Anlageseite wurden im Jahr 2022 verstärkte Anstrengungen geführt, um eine nachhaltige Anlagestrategie umzusetzen. Die ersten Umsetzungsmassnahmen haben bereits Wirkung gezeigt: die Klima Allianz hat das Rating der Kasse von «rot» auf «orange mit Potential auf hellgrün» erhöht. Im Januar 2024 hat die Klimaallianz das Rating auf "hellgrün" erhöht und bescheinigt der PKSO eine sehr viel bessere Tendenz.
Im Sommer 2023 hat die Pensionskasse eine Umfrage bei allen aktiv versicherten Personen durchgeführt und verschiedene Fragen zu Vorsorgereglement, Anlagestrategie und Versichertenportal. Die Teilnahmequote betrug 16,7 %. Die Ergebnisse wurden im Kundenmagazin InForm publiziert.
Seit 2024 ist die Pensionskasse auch auf LinkedIn präsent und publiziert regelmässige Beiträge.